# Haarslev Industries
Haarslev Industries er en international virksomhed fra Hårslev på Fyn, der bl.a. producerer maskiner til produktion af kød- og benmel til dyrefoder. I 2014 var omsætningen på ca. 1,2 mia. danske kroner og der var omkring 1300 medarbejdere i koncernen. Kapitalfonden Altor ejer majoriteten af Haarslev Industries.
Haarslev Industries er specialiseret i mekanisk og termisk afvanding til forskellige industrier. Haarslevs procesteknologi kan findes inden for følgende områder:
- Kød- og benmel og dyrefoder
- Fiskeolie og fiskemel
- Bi-produkter fra bryggerier og destillerier
- Biomasse og biobrændsel
- Spildevandsrensning
- Vegetabilsk olie

## Historie
Hårslev Maskinfabrik blev grundlagt af Leif Østergaard i 1973 i den lille nordvestfynske landsby Hårslev. Haarslev Industries opkøbte Sværtek i 2003, Atlas-Stord og Stord-Bartz i 2006, det spanske firma Tremesa i 2008, det tyske firma Sevar Anlagentechnik i 2013, det franske firma Société Industrielle Lorientaise og skruepresseteknologidivisionen fra det tyske C.A. Picard i 2014 og producerer i dag procesudstyr til industrier inden for kød- og benmel, dyrefoder, fiskemel og –olie, miljø, og biobrændsel. 
Haarslev Industries har kontorer i Danmark, Norge, Tyskland, Frankrig, Rusland, Spanien, Storbritannien, Tyrkiet, USA, Brasilien, Peru, Kina, Indien, New Zealand og Malaysia og beskæftiger i dag over 1300 medarbejdere.